# Abonyi István
 Ez a cikk a sakkjátszmák algebrai lejegyzését alkalmazza.
Abonyi István, született Abonyi Emil István (Budapest, 1886. augusztus 18. – Budapest, 1942. június 5.) magyar sakkozó, sakkmester, sakkfunkcionárius, szakíró. A Magyar Sakkszövetség, valamint a Nemzetközi Sakkszövetség egyik alapítója, a Nemzetközi Levelezési Sakkszövetség egykori elnöke. A Magyar Sakkvilág főszerkesztője.

## Élete
Apja Abonyi József (1858–1914) Sárközújlakról származó orvos, fogorvos, szerkesztő, anyja Mangold Flóra (1864–1919) volt. Jogot tanult, és ügyvédként dolgozott Budapesten. Apja halála után nagy vagyon örököseként energiájának, tudásának és tekintélyének java részét a sakkélet javára fordította. Számos esetben részesítette jelentős anyagi támogatásban a sakkozást vagy annak egyes képviselőit. Felesége Bojár Anna volt, Bojár Iván nagynénje.

## Sakkpályafutása
1907-ben a magyar sakkbajnokságon 2-3. helyezést ért el Forgács Leó mögött. A világ egyik legerősebb villámsakk játékosának tartották, amelyet eredményei is igazoltak: 1921-ben Budapesten és 1923-ban Bécsben 1., 1924-ben Párizsban 2. helyezést ért el.
A rekordok között tartják számon, hogy 1928. január 21-22-én 105 táblán mintegy 300 ellenfél ellen játszott szimultánt, amely este 7-től reggel 6-ig tartott szünet nélkül. Ezekben 79 győzelmet aratott 20 döntetlen mellett mindössze 6 játszmában kapott ki. Egy ideig ezzel ő volt a szimultán világcsúcstartó.
Levelezési sakkversenyeken is részt vett, az 1930-as években kiváló eredményeket ért el. A magyar csapat vezetője volt az 1936-ban Németország ellen 1,5-0,5 arányú győzelmet arató, valamint az 1939-40-ben Lettország ellen 1-1-es döntetlent elérő magyar csapatnak.

## Sakkfunkcionáriusi tevékenysége
A Budapesti Sakk-kör titkára, főtitkára, elnöke, ügyvezető elnöke 1914-1940 között. A Magyar Sakkszövetség egyik alapítója, majd titkára, főtitkára, elnöke volt 1921-1937 között. 1928. januárban „a sakk-kultura terén szerzett érdemei elismeréseül” a magyar királyi kormányfőtanácsosi címet kapta.
A Nemzetközi Sakkszövetség alapító tagja és elnöki tanácstagja volt.
A Nemzetközi Levelezési Sakkszövetség (IFSB) elnöke 1935-1939 között.

## Sakkelméleti munkássága
Nevét viseli az Abonyi-csel (1. Hf3, d5 2. e4), amelyet 1912-ben először ő játszott meg. Barász Zsigmonddal és Breyer Gyulával együtt nagy szerepe volt a Budapesti védelem elméletének kidolgozásában, és gyakorlati kipróbálásában. 1922-ben a Deutsches Wochenschach című sakkfolyóiratban publikálta a Budapest-csel Abonyi-változatát, amelyet Abonyi-cselnek is neveznek (1. d4, Hf6 2. c4, e5 3. dxe5, Hg4 4. e4, Hxe5 5. f4, Hec6).

## Szakírói, újságírói tevékenysége
1917-1919 között, valamint a lap újraindulásakor 1922-ben a Magyar Sakkvilág szerkesztője. A Világ (1916), a Képes Krónika (1922-1923), és az Érdekes Újság sakkrovatának (1924) vezetője volt. 

## Megjelent művei
- Balla Zoltán: Modern sakk. Abonyi István előszavával. Budapest, (1925). Kultúra. 103+(1) p.
- A budapesti védelemről (is). Magyar Sakkvilág, 1925.
- Fejezetek a magyar sakktörténetből. Visszaemlékezés Jacobi Samura, Kiss Józsefre és Márki Istvánra. Exner Kornéllal, Maróczy Gézával. Kecskeméti tornakönyv. Kecskemét, 1928.
- Négy világváros sakkélete. Magyar Sakkvilág, 1932.
- Budapest 1 1/2 Berlin 1/2. Magyar Sakkvilág Könyvtára. 10. Kecskemét, 1939.